# Mega Man X
Mega Man X, conosciuto come Rockman X (ロックマンX?, Rokuman Ekkusu) in Giappone, è un videogioco sviluppato dalla Capcom nel 1993 per la console Super Nintendo e per MS-DOS. È il primo titolo della serie Mega Man per console a 16 bit, nonché il primo titolo della serie Mega Man X. Il gioco è ambientato un secolo dopo l'originale serie di Mega Man, in un mondo futuristico popolato da uomini e "Reploidi", ovvero robot capaci di pensare, provare sentimenti e crescere al pari dei loro creatori umani. A causa della loro peculiarità, molti Reploidi sono pericolosi e mirano alla distruzione dell'umanità o ad attività criminali e per questo vengono denominati "Maverick". Il protagonista del gioco è Mega Man X, un androide membro di una forza armata di polizia chiamata "Maverick Hunters" ("Cacciatori di Maverick"). Con l'aiuto del suo compagno Zero, X deve sventare i piani di Sigma, leader di un potente gruppo di Maverick.
Con l'evoluzione delle console, l'ideatore della serie Keiji Inafune volle reinventare l'originaria serie di Mega Man migliorandone il gameplay e sviluppando una trama più matura, seppur mantenendo tutte le caratteristiche che avevano reso famoso Mega Man. Come il suo predecessore, Mega Man X è un classico platform/gioco d'azione, in cui il giocatore controlla Mega Man X e deve completare otto livelli nell'ordine che preferisce. Sconfiggendo i boss alla fine di ogni livello, X guadagna nuove armi utilizzabili a piacimento nel corso del gioco. Il protagonista, a differenza del primo Mega Man, può inoltre compiere un rapido scatto in avanti, scalare pareti ed ottenere miglioramenti per la sua armatura, che conferiscono poteri speciali.
A distanza di anni dall'uscita, Mega Man X è stato convertito per PC e smartphone, incluso nella Mega Man X Collection per Nintendo GameCube e PlayStation 2 e reso disponibile come download sulla Virtual Console delle console Nintendo Wii, Wii U e Nintendo 3DS Dal gioco è stato inoltre tratto un remake per PlayStation Portable, Mega Man: Maverick Hunter X. Il gioco è inoltre incluso in tutte le versioni del Nintendo Classic Mini: Super Nintendo Entertainment System.

## Trama
Mega Man X è ambientato in un imprecisato XXII secolo (21XX) ed approssimativamente cento anni dopo l'originale serie di Mega Man. Un anziano archeologo umano, il dott. Cain, scopre le rovine del laboratorio di robot del dott. Thomas Light e rinviene una capsula contenente un robot altamente avanzato, dotato di intelligenza, emozioni umane e libero arbitrio: Mega Man X, o semplicemente "X". Il dott. Light voleva che la sua creazione fosse mentalmente stabile e dotata di un animo buono ed a tal fine aveva sottoposto X ad un programma di diagnostica per trenta anni. Tuttavia, essendo ormai troppo vecchio, morì prima della scadenza dei trent'anni, e X rimase sigillato così per altri settanta. Cain, affascinato dal robot, inizia a studiarlo e, basandosi sul suo modello, realizza degli androidi con caratteristiche simili: i "Reploidi" (androidi-replica). Nel giro di un anno, questi Reploidi sono prodotti in massa ed entrano a far parte della società umana, ma la loro capacità di decidere per sé fa sì che alcuni di loro vadano fuori controllo, divenendo aggressivi. Questi Reploidi impazziti sono chiamati "Maverick" e divengono un serio problema per la stabilità del mondo.
Viene dunque istituito un corpo armato di Reploidi incaricato di catturare o distruggere i Reploidi pericolosi: i "Maverick Hunters". A capo dell'organizzazione, il dott. Cain pone un Reploide altamente avanzato, Sigma, progettato per essere immune da ogni difetto che lo possa rendere un Maverick. Anche X, spinto dalla convinzione di aver in qualche modo contribuito all'esplosione dei Maverick, decide di unirsi ai Maverick Hunters. Dopo aver guidato con successo per un certo periodo gli Hunters, Sigma diviene egli stesso un Maverick ed inizia una ribellione su vasta scala assieme ad altri Maverick Hunters, occupando una piccola isola e dando il via allo sterminio degli umani, giudicati inferiori e considerati come un ostacolo per lo sviluppo dei Reploidi. X si unisce a Zero, capo degli Hunters rimasti, e combatte per riportare l'ordine e fermare Sigma.
Durante un attacco di Maverick su un'autostrada, X incontra Vile, un Maverick al servizio di Sigma alla guida un mech chiamato "Ride Armor". Sul punto di essere sconfitto, X viene salvato da Zero, che danneggia il veicolo di Vile e lo costringe alla ritirata. Zero incoraggia X a proseguire la lotta, e questi, rincuorato dalle sue parole, prosegue nella sua missione come Hunter, riuscendo a distruggere otto tra i più potenti Maverick e localizzando la base di Sigma. Durante l'assalto, Zero viene fatto prigioniero da Vile ed X è nuovamente messo in difficoltà dall'avversario, ma Zero riesce a liberarsi ed a distruggere la Ride Armor di Vile, autodistruggendosi. X trae forza dalla rabbia per la perdita del compagno e riesce a distruggere Vile. Zero, morente, affida ad X il compito di fermare il temibile Sigma ed X, ora determinato nella sua missione, giunge al cospetto del leader dei Maverick, ingaggiando battaglia e distruggendolo. Dopo esser fuggito dalla fortezza in rovina, X contempla da una scogliera l'isola di Sigma mentre affonda nell'oceano, riflettendo sul sacrificio di Zero, sulla sua decisione di prendere parte alla lotta e sulla guerra contro i Maverick.

## Modalità di gioco
Come i precedenti Mega Man, Mega Man X è un ibrido tra un videogioco di piattaforme ed un run 'n' gun. Il giocatore controlla X, il quale, come Mega Man, può correre, saltare e sparare con il suo cannone (X-Buster), che può inoltre essere caricato e sparare un colpo più potente. In aggiunta a ciò, Mega Man X introduce nuove abilità non presenti nella serie Mega Man, come scalare i muri, lasciarsi scivolare da essi o saltare da un muro all'altro. X può inoltre compiere un veloce scatto in avanti, che estende la portata dei salti.
Dopo aver affrontato un livello introduttivo, il giocatore può scegliere tra otto diversi livelli da una schermata di selezione, che mostra gli otto Maverick corrispondenti. Ogni livello presenta ostacoli di vario genere, nemici e trappole, e si conclude con una battaglia con il boss. Completando il livello, il giocatore acquisisce una nuova arma, che può essere utilizzata contro i nemici o gli altri boss, ma che, a differenza dell'arma iniziale, dispone di munizioni limitate. Ogni boss è vulnerabile ad una delle armi, sicché, completando i livelli nell'ordine giusto, la difficoltà degli scontri con i boss è minore. Completando alcuni livelli, si modifica leggermente il contenuto di altri, che divengono più difficili con l'aggiunta di nuovi ostacoli o nemici. In alcuni livelli, X può utilizzare una Ride Armor simile a quella di Vile, colpendo i nemici con potenti pugni; può inoltre trovare delle capsule lasciate dal dott. Light, che aumentano le sue abilità in maniera permanente, dei bonus alla salute ("Heart Tank") o delle "Sub-Tank", nelle quali può accumulare energia per ricaricare la sua salute in un momento successivo.
Il gioco utilizza un sistema di password per salvare i progressi del giocatore.

## Colonna sonora
La colonna sonora è stata composta da Toshihiko Horiyama.